# Parsonsia largiflorens
Parsonsia largiflorens là một loài thực vật có hoa trong họ La bố ma. Loài này được (F.Muell. ex Benth.) S.T.Blake mô tả khoa học đầu tiên năm 1948.